# Dendrotriton megarhinus
Dendrotriton megarhinus es una especie de salamandra en la familia Plethodontidae.

## Distribución geográfica y hábitat
Es endémica de Chiapas (México). Su hábitat natural son las montañass húmedas tropicales o subtropicales. Su rango altitudinal oscila entre 2000 y algo más m s. n. m..